# Distrito de Bulandshahr
Bulandshahr (en hindi; बुलन्दशहर ज़िला, urdu; بلند شہر ضلع) es un distrito de India en el estado de Uttar Pradesh. Código ISO: IN.UP.BU.
Comprende una superficie de 3719 km².
El centro administrativo es la ciudad de Bulandshahr.

## Demografía
Según censo 2011 contaba con una población total de 3 498 507 habitantes.